# VV Vogelwaarde
VV Vogelwaarde is een Nederlandse voetbalvereniging uit Vogelwaarde, gemeente Hulst. De vereniging is in 1945 opgericht en telt ongeveer 300 leden. Het eerste herenelftal komt uit in de Vierde klasse zondag van het KNVB-district Zuid I (2020/21).

## De club
De vereniging heeft drie herenelftallen en een dameselftal die uitkomen in de competitie op zondag. In de jeugd zijn er twaalf teams actief. Er zijn een A team, twee B teams (waarvan 1 meisjesteam), C team, twee D teams (waarvan 1 meisjesteam), twee E, twee F teams en twee mini-F teams.
Een bekend voormalig speler van VV Vogelwaarde is Edy de Schepper die onder contract heeft gestaan bij NAC Breda.
Op 5 mei 2013 wist de club zich verzekerd van de derde plaats in de competitie en dwong daarmee promotie af naar de vierde klasse, waar het zeven seizoenen eerder uit was gedegradeerd. Het verblijf was echter van korte duur.
Ieder jaar organiseert VV Vogelwaarde het Bert van der Meijden jeugdtoernooi. De eerste editie werd in 1997 gehouden.
| Jaren        | Voorzitter               |
| ------------ | ------------------------ |
| 1945-1952    | Luc (Ward) van de Bergen |
| 1952-1960    | Sjaak Janssen            |
| 1960-1962    | Joos de Schepper         |
| 1962-1972    | Bert (Rob) Dobbelaar     |
| 1972-1976    | Piet Kindt               |
| 1976-1982    | Adrie Wauters            |
| 1982-1990    | Frans Piessens           |
| 1990-1995    | Marc van Bunderen        |
| 1995-1999    | Ferdie Hermans           |
| 1999-2003    | Henk Nelis               |
| 2003-2011    | Harold de Rijk           |
| 2011-2017    | Marc Heijens             |
| 2017 - heden | Harold de Rijk           |

## Trainers
Vogelwaarde heeft met ingang van het seizoen 2022/2023 John Moes aangesteld als trainer, hij nam de taken over van Patrick Boute. Vanwege veranderende werkomstandigheden stapte John Moes nog voor de winterstop op. Johny Merckx en opnieuw Patrick Boute maken het seizoen af. In december van 2022 maakte de vereniging bekend dat Veli Eryürük de nieuwe trainer zou worden met ingang van het seizoen 2023/2024.
| Jaren      | Naam                                   | Seizoenen                             |
| ---------- | -------------------------------------- | ------------------------------------- |
| 1945-1959  | Onbekend                               |                                       |
| 1959-1976  | Bert van der Meijden                   | 17                                    |
| 1976-1980  | Guust Voet                             | 2                                     |
| 1980-1982  | Levien Dieleman                        | 2                                     |
| 1982-1986  | Rinus Zegers                           | 4                                     |
| 1986-1988  | Walter van Duysse                      | 2                                     |
| 1988-1992  | George de Bakker                       | 4                                     |
| 1992-1995  | Ad Roovers                             | 3                                     |
| 1995-1998  | Jan Kolijn                             | 3                                     |
| 1998-2000  | Freddy de Rooy                         | 2                                     |
| 2000-2003  | Honny Claessens                        | 3                                     |
| 2003-2006  | Henk Michels                           | 3                                     |
| 2006-2008  | Ivo Wouters                            | 2                                     |
| 2008-2010  | Ronald Verschuren                      | 2                                     |
| 2010       | Ferdie Hermans                         | laatste 5 wedstrijden van het seizoen |
| 2010-2012  | Ad Roovers                             | 2                                     |
| 2012-2014  | Jean Pierre Hubregsen                  | 2                                     |
| 2014-2019  | Marc de Kunder                         | 5                                     |
| 2019- 2022 | Patrick Boute                          | 3                                     |
| 2022-2022  | John Moes                              | 1 (halverwege seizoen opgestapt)      |
| 2022-2023  | Johny Merckx & Patrick Boute (interim) | 1                                     |
| 2023-      | Veli Eryürük                           |                                       |

## Kampioenschappen
Het eerste elftal heeft in de geschiedenis viermaal een kampioenschap mogen vieren. In 1963-1964 werd de club kampioen van de 1e klasse ZVB onder leiding van Bert van der Meijden. Hiermee dwongen ze twee promotiewedstrijden af naar de 4e klasse KNVB tegen Hansweertse Boys. Uiteindelijk was een derde beslissingswedstrijd nodig om de confrontatie in het voordeel van Vogelwaarde te beslissen. In de 4e klasse werd de ploeg van Van der Meijden direct weer kampioen. Het team zou vervolgens 10 jaar in de 3e klasse blijven spelen. Het derde kampioenschap werd exact 20 jaar later gevierd in 1984-1985 onder leiding van Rinus Zegers. Hiermee promoveerde de club van de 4e klasse waar het 10 jaar in had verbleven weer naar de 3e klasse. Het vierde kampioenschap werd in het seizoen 1997-1998 gevierd. De club werd toen onder leiding van Jan Kolijn kampioen van de 5e klasse nadat het een jaar daarvoor degradeerde uit de 4e klasse. In 2017-2018 wist Vogelwaarde voor het laatst kampioen te worden, onder trainer Marc de Kunder promoveerde de ploeg naar de vierde klasse. Helaas was het verblijf in de vierde klasse van korte duur want in het daaropvolgende seizoen degradeerde Vogelwaarde alweer naar de vijfde klasse. Met het vertrek van Marc de Kunder en de komst van Patrick Boute werd een nieuw tijdperk ingeluid. Vogelwaarde zette een goede reeks neer totdat plots de competitie stil werd gelegd vanwege Covid-19. De KNVB besloot om aan de hand van de huidige stand de promotie-degradatieregeling door te voeren. Zo keerde Vogelwaarde na een afwezigheid van één seizoen weer terug naar de inmiddels volledig Zeeuws-Vlaamse vierde klasse.

## Competitieresultaten 1955–2018
| 6 |

| 3 |

| 7 |

| 7 |

| 9 |

| 2 |

| 5 |

| 3 |

| 2 |

| 1 |

| 1 4H |

| 3 3D |

| 10 3D |

| 10 3D |

| 5 3D |

| 3 3D |

| 7 3D |

| 10 3D |

| 6 3D |

| 7 3D |

| 12 3D |

| 11 4H |

| 2 4H |

| 2 4H |

| 4 4H |

| 5 4H |

| 6 4H |

| 4 4H |

| 6 4H |

| 7 4H |

| 1 4H |

| 8 3D |

| 10 3D |

| 9 4H |

| 7 4H |

| 6 4H |

| 4 4H |

| 8 4H |

| 6 4H |

| 4 4H |

| 6 4H |

| 6 4H |

| 10 4A |

| 1 5A |

| 6 4A |

| 8 4A |

| 11 4A |

| 3 5A |

| 5 5A |

| 2 5A |

| 3 5A |

| 12 4A |

| 9 5A |

| 10 5A |

| 12 5A |

| 13 5A |

| 10 5A |

| 5 5A |

| 3 5A |

| 13 4A |

| 14 4A |

| 4 5A |

| 7 5A |

| 1 5A |

| - 4A |

| Derde klasse | Vierde klasse | Vijfde klasse | Eerste klasse ZVB |

In elke staaf van de grafiek staat van boven naar beneden vermeld: 
- Eindnotering

Dit is de positie die de club heeft bereikt in de competitie, zonder eventuele beslissings-, play-off- of nacompetitiewedstrijden die nodig zijn geweest om bijvoorbeeld de kampioen van de competitie te bepalen.
Indien een * achter het getal staat is de notering een tussenstand en kan het zijn dat de notering niet overeenkomt met de uiteindelijke eindstand van de competitie.
Staat er een - dan is het seizoen nog bezig en is er geen definitieve uitslag bekend.
Staat er xx op de positie van de notering, dan heeft de club vroegtijdig de competitie verlaten. Dit kan onder andere komen door terugtrekking van het team, faillissement van de club of door een uitgedeelde straf van de KNVB. In veel gevallen staat elders in het artikel de reden vermeld.
Staat er een ? dan is het resultaat uit het verleden onbekend, en is alleen de competitie of het niveau bekend van dat seizoen.
In de seizoenen 2019/20 en 2020/21 werd wegens de coronacrisis het amateurvoetbal afgebroken. Daardoor kennen deze staven geen eindklassering (middels -- weergegeven).
- Competitieniveau en afdelingsletter of Officiële eindstand Eredivisie
  - Competitieniveau en afdelingsletter

Hierbij geeft het getal het niveau weer, dat ook terug te vinden is in de legenda. De letter is de afdelingsaanduiding en wordt gebruikt wanneer er meer afdelingen zijn op hetzelfde niveau. De afdelingsletter is altijd een hoofdletter en wordt meestal zonder nummer gebruikt.
Voorbeeld: 2F is niveau 2e klasse competitie F.
Het competitieniveau en nummer wordt niet vermeld wanneer er slechts één competitie van dit niveau was.
  - Officiële eindstand Eredivisie (getal staat tussen haakjes vermeld)

Sinds de introductie van play-offwedstrijden voor Europees voetbal na afloop van de reguliere competitie in 2005/06, is de KNVB verplicht een eindstand van de Eredivisie door te geven aan de UEFA aan de hand van deze play-offwedstrijden.
Bij deze eindstand staan clubs die zich hebben gekwalificeerd voor Europees voetbal hoger dan clubs die zich niet wisten te kwalificeren. Indien er geen verschil was tussen de eindnotering en de officiële eindstand, staat dit getal niet vermeld.

- Onderafdeling

Hier staat afgekort de naam van de onderafdeling indien de club in dat jaar in een onderafdeling uitkwam. Tevens staat deze afkorting in de legenda en wordt gelinkt naar het artikel over deze onderafdeling. Deze afkorting wordt alleen vermeld wanneer de club in het verleden in verschillende onderafdelingen heeft gespeeld. Deze vermelding is in de staaf altijd in kleine letters. Deze onderafdelingen zijn na het seizoen 1995/96 afgeschaft. Heeft de club in slechts één onderafdeling gespeeld, dan is dit alleen terug te vinden in de legenda.
Onder de staaf staat het jaartal vermeld waarin het seizoen is afgesloten. 15 verwijst naar het seizoen 2014/15 of eventueel het seizoen 1914/15.
Wanneer een staaf leeg is, zijn deze gegevens niet bekend. Het kan ook zijn dat de club dat seizoen niet heeft meegespeeld op het hogere amateurniveau, vroegtijdig de competitie heeft verlaten of uit de competitie is gezet.

In het seizoen 1944/45 was er wegens de Tweede Wereldoorlog geen regulier competitievoetbal.

## Ereleden
Veel is er niet bekend over het erelidmaatschap binnen VV Vogelwaarde. Voor zover bekend zijn de volgende personen erelid:
- Bert (Rob) Dobbelaar
- Constant de Klerk
- Bert van der Meyden